# The Howling II
The Howling II è un romanzo horror del 1979 di Gary Brandner. Si tratta del primo sequel del suo romanzo sui lupi mannari del 1977, The Howling. Il romanzo è stato successivamente ripubblicato con i titoli alternativi The Howling II: The Return e Return of the Howling.
Nonostante la serie di film iniziata negli anni '80, The Howling II non è stato adattato come film e non presenta alcuna somiglianza con il film Howling II - L'ululato (1985) o uno qualsiasi degli altri film della serie Howling. Il sequel The Howling: Reborn - Il risveglio dei licantropi (2011) attribuisce al libro la fonte della sua storia, ma non ha alcuna somiglianza con esso se non una storia sui lupi mannari.

## Trama
1979: Tre anni dopo, Karyn si è risposata con un tale David Ritcher, vedovo e con un figlio di nome Joey, e vive a Seattle. Nonostante viva un'esperienza felice con la sua nuova famiglia, Karyn
è ancora turbata per quell'esperienza traumatica al villaggio di "Drago", distrutto dall'incendio nel primo episodio. Così decide di sottoporsi ad alcune sedute terapeutiche, ma dopo
aver assistito al delitto della sua governante, Karyn è convinta che alcuni lupi mannari di "Drago" siano sopravvissuti dall'incendio e gli stiano dando la caccia.
Temendo la vita per la sua nuova famiglia, Karyn decide di lasciare Seattle con la sola speranza che le sue creature stiano alla larga dalla sua famiglia.
Si scoprirà presto che sia Roy e sia Marcia Lura sono entrambi sopravvissuti all'incendio di "Drago", sebbene quest'ultima abbia scampato alla morte della pallottola d'argento,
lasciando una striscia d'argento tra i suoi capelli neri. Di conseguenza la pallottola l'ha resa incapace di trasformarsi completamente in lupo mannaro durante le notti di luna piena,
diventando una creatura metà donna-metà lupo, decidendo così di vendicarsi dando la caccia a Karyn.
Fuggita in Messico, Karyn rintraccia Chris Halloran dicendo che i lupi mannari di "Drago" sono tornati per vendicarsi di lei e di avere ancora una volta bisogno di aiuto. Ma la nuova fidanzata di Chris, Audrey, sospetta che Chris abbia una relazione con Karyn e fa di tutto per ostacolarlo. Intanto Marcia e Roy trovano Karyn e preparano una trappola in una cabina di montagna con l'aiuto di Audrey e rinchiudono Karyn per ucciderla. Chris arriva in suo soccorso e affronta Roy sotto forma di lupo mannaro, riuscendo ad ucciderlo accoltellandolo con un coltello d'argento.
Nel frattempo Marcia prende in ostaggio Karyn cercando di torturarla con delle pinze roventi, ma con l'aumento della luna piena Marcia inizia a trasformarsi in lupo mannaro e, colta da dolori provocati dalla trasformazione, lascia cadere le pinze scatenando un incendio all'interno della cabina, permettendo a Karyn di fuggire. Karyn riesce ad uscire dalla cabina avvolta dalle fiamme e, raggiunta da Chris, Marcia rimane uccisa nell'esplosione della cabina, carbonizzata.
Infine Karyn e Chris attraversano la frontiera USA-Messico e ritornano in America sani e salvi.